# Primo incontro
Primo incontro è il primo album della cantante italiana Marisa Sacchetto, pubblicato dall'etichetta discografica PDU e distribuito dalla EMI nel dicembre 1972.
Diversi brani vengono pubblicati su singolo tra il 1971 e lo stesso 1972, compreso La foresta selvaggia, presentato al Festival di Sanremo ed eliminato dopo la prima esecuzione. Contiene inoltre tre brani scritti da Paolo Limiti con musica di Claudio Cavallaro, Il mio amore per Mario (presentato a Senza rete nel 1972), La foresta selvaggia e Amore amaro (presentata durante il ripescaggio della quinta puntata di Canzonissima '72). Con E la domenica lui mi porta via, la cantante raggiunge la semifinale a Canzonissima 72-73. I brani Penso a lui e sto con te e Stare insieme separati sono invece due cover rispettivamente di Alone Again (Naturally) di Gilbert O' Sullivan e Living In a House Divided delle cantante statunitense Cher. 

## Tracce

### Lato A
1. Il mio amore per Mario
2. Tredici ragioni
3. Un po' di sole e mezzo sorriso
4. Innamorata di te
5. La foresta selvaggia
6. Miracolo d'amore

### Lato B
1. E la domenica lui mi porta via
2. Penso a lui e sto con te (Alone Again Naturally)
3. Non mi guardare
4. Amore amaro
5. Stare insieme separati (Living in a House Divided)
6. Col profumo delle arance